# ドイツの鉄道駅の分類
ドイツの鉄道駅の分類（ドイツのてつどうえきのぶんるい、ドイツ語: Bahnhofskategorie）は、ドイツ鉄道の子会社DBステーション・アンド・サービス (DB Station&Service) が運営するおよそ5,400の鉄道駅を、その駅におけるサービス水準を表すために7つの階級（カテゴリ）に分類したものである。
このカテゴリ分類の評価は、列車を運行している会社が駅を管理しているDBステーション・アンド・サービスに対して駅の施設を利用するために支払う金額に影響する。

## 分類

### カテゴリ1

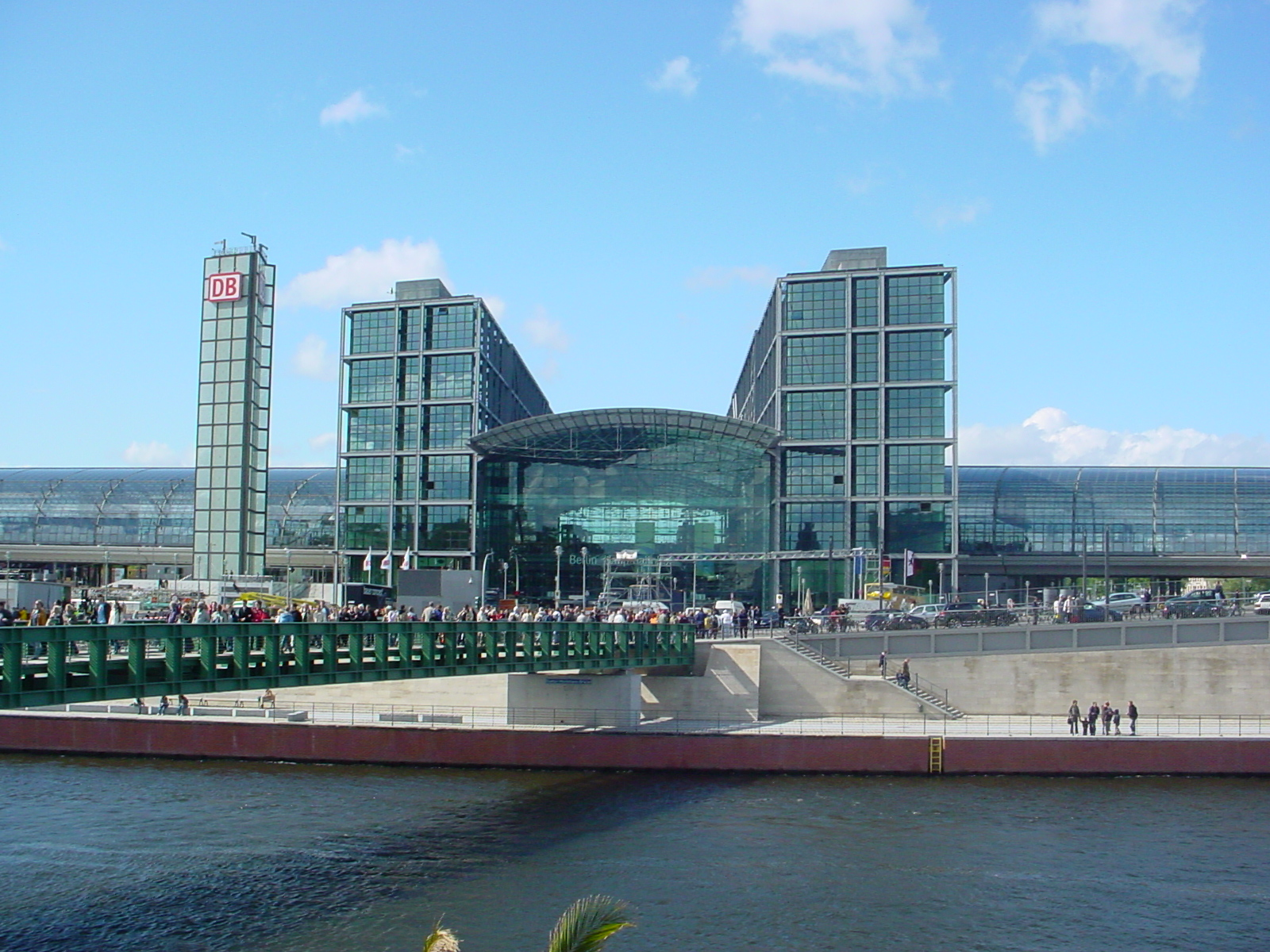
ベルリン中央駅

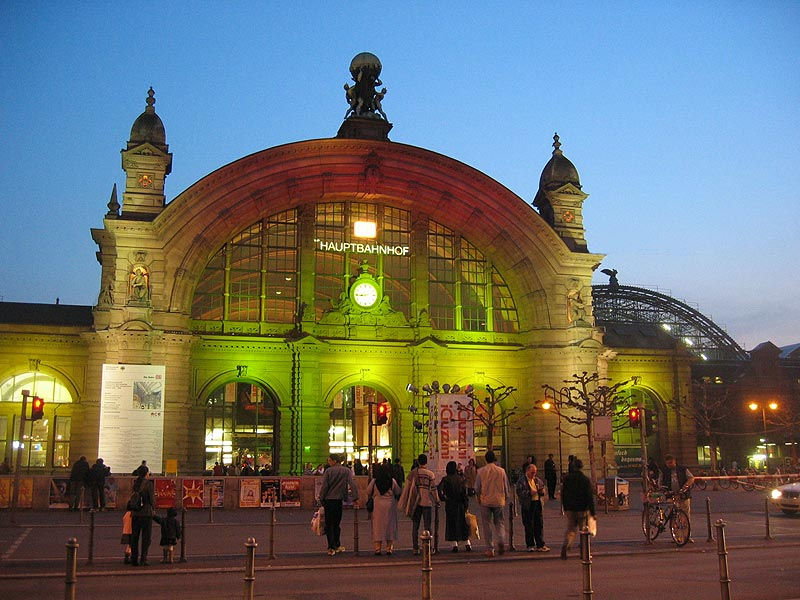
フランクフルト中央駅

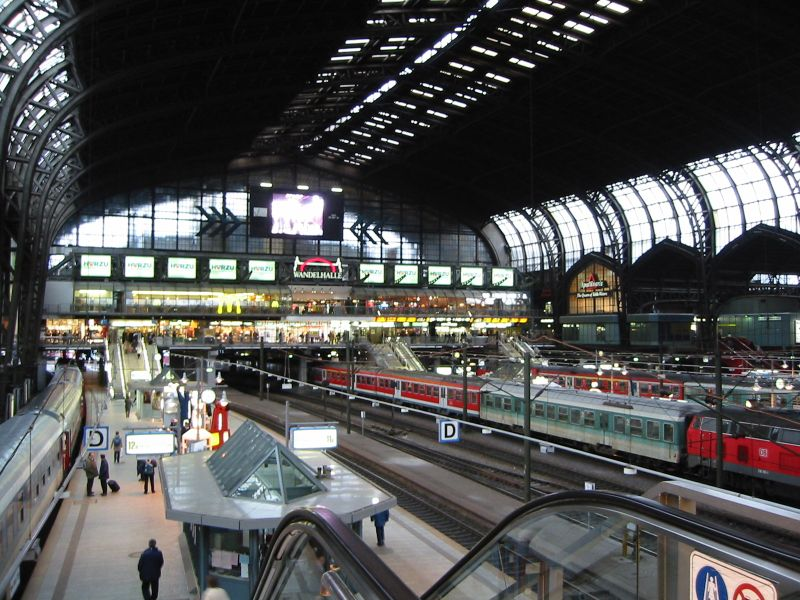
ハンブルク中央駅

カテゴリ1に属するのは21の駅で、交通のハブになる駅として考えられている。サービスの点では国際空港と同じであると考えられ、常時駅員が配置されあらゆる鉄道関連の施設があるとともに、たいていの場合駅にショッピングセンターが併設されている。これらのほとんどは50万人以上の人口のある大都市の中央駅であるが、カールスルーエ中央駅のようにそれより小さな都市にあるが重要な路線の交点であるために重要な駅とみなされたものもある。ベルリン、ハンブルク、ミュンヘン、ケルンというドイツ4大都市には2つ以上のカテゴリ1の駅がある。カテゴリ1の駅は以下の通りである。
- ベルリン＝ゲズントブルンネン駅
- ベルリン中央駅
- ベルリン東駅
- ベルリン・ジュートクロイツ駅
- ドルトムント中央駅
- ドレスデン中央駅
- デュッセルドルフ中央駅
- デュースブルク中央駅
- エッセン中央駅
- フランクフルト（マイン）中央駅
- ハンブルク＝アルトナ駅
- ハンブルク中央駅
- ハノーファー中央駅
- カールスルーエ中央駅
- ケルン中央駅
- ケルン・メッセ/ドイツ駅
- ライプツィヒ中央駅
- ミュンヘン中央駅
- ミュンヘン東駅
- ニュルンベルク中央駅
- シュトゥットガルト中央駅

### カテゴリ2
カテゴリ2に属するのは82の駅で、やはり長距離交通の重要なジャンクションとなっているか、大きな空港への接続駅となっている。通常、インターシティやユーロシティが停車する。チケットセンターやサービスデスクなどの鉄道関連のサービスがすべて配置されており、通常の利用時間帯には駅員が配置されている。サービスはカテゴリ1の駅に類似している。カテゴリ2に属する駅を以下に州別に示す。
- バーデン＝ヴュルテンベルク州 (13)：ビーティヒハイム＝ビッシンゲン駅、ブルッフザール駅、フライブルク（ブライスガウ）中央駅、ハイデルベルク中央駅、ハイルブロン中央駅、マンハイム中央駅、オッフェンブルク駅、プフォルツハイム中央駅、プロヒンゲン駅、ローゼンハイム駅、ジンゲン（ホーエントヴィール）駅、テュービンゲン中央駅、ウルム中央駅
- バイエルン州 (7)：アシャッフェンブルク中央駅、アウクスブルク中央駅、バンベルク駅、フュルト（バイエルン）中央駅、ミュンヘン＝パーシング駅、レーゲンスブルク中央駅、ヴュルツブルク中央駅
- ベルリン (6)：ベルリン＝フリードリヒ通り駅、ベルリン＝リヒテンベルク駅、ベルリン・ポツダム広場駅、ベルリン＝シュパンダウ駅、ベルリン＝ヴァンゼー駅、ベルリン動物園駅
- ブランデンブルク州 (2)：コトブス駅、ポツダム中央駅
- ブレーメン州 (1)：ブレーメン中央駅
- ハンブルク (2)：ハンブルク・ダムトーア駅、ハンブルク＝ハールブルク駅
- ヘッセン州 (8)：ダルムシュタット中央駅、フランクフルト（マイン）南駅、フルダ駅、ギーセン駅、ハーナウ中央駅、カッセル＝ヴィルヘルムスヘーエ駅、カッセル中央駅、ヴィースバーデン中央駅
- ニーダーザクセン州 (8)：ブラウンシュヴァイク中央駅、ゲッティンゲン駅、ヒルデスハイム中央駅、リューネブルク駅、オルデンブルク（オルデンブルク）中央駅、オスナブリュック中央駅、ユルツェン駅、ヴォルフスブルク中央駅
- メクレンブルク＝フォアポンメルン州 (1)：ロストック中央駅
- ノルトライン＝ヴェストファーレン州 (16)：アーヘン中央駅、アルテンベーケン駅、ビーレフェルト中央駅、ボーフム中央駅、ボン中央駅、デュッセルドルフ空港駅、ゲルゼンキルヒェン中央駅、ハーゲン中央駅、ハム（ヴェストファーレン）駅、ヘルフォルト駅、メンヒェングラートバッハ中央駅、ミュンスター（ヴェストファーレン）中央駅、ノイス中央駅、オーバーハウゼン駅、ゾーリンゲン中央駅、ヴッパータール中央駅
- ラインラント＝プファルツ州 (7)：カイザースラウテルン中央駅、コブレンツ中央駅、ルートヴィヒスハーフェン（ライン）中央駅、マインツ中央駅、ノイシュタット（ヴァインシュトラーセ）中央駅、トリーア中央駅、ヴォルムス中央駅
- ザールラント州 (1)：ザールブリュッケン中央駅
- ザクセン州 (2)：ケムニッツ中央駅、ドレスデン＝ノイシュタット駅
- ザクセン＝アンハルト州 (2)：ハレ（ザーレ）中央駅、マクデブルク中央駅
- シュレースヴィヒ＝ホルシュタイン州 (4)：バート・オルデスロー駅、キール中央駅、リューベック中央駅、ノイミュンスター駅
- テューリンゲン州 (2)：エアフルト中央駅、ヴァイマル駅

### カテゴリ3
カテゴリ3には約230の駅が属しており、一部のインターシティが止まることのある地域のハブと位置づけられている。このカテゴリの駅には旅客が切符や雑貨を買うことのできるステーションホールがあるが、駅員が常時配置されているわけではない。人口5万人以上の都市の中央駅であることが多い。
例としては、ゲルリッツ駅、ロイトリンゲン中央駅、リヒテンフェルス駅、パッサウ中央駅、ミュールハイム（ルール）中央駅がある。

### カテゴリ4
カテゴリ4には約600の駅が属している。地域交通が頻繁に運行されるハブ駅と位置づけられている。インターシティは通常これらの駅には停車しないが、レギオナルエクスプレスやレギオナルバーンの列車が頻繁に運転されている。バス駅に類似したサービスレベルであり、主に通勤客向けのサービスを行っている。このカテゴリには、Sバーンやレギオナルエクスプレス/レギオナルバーンの利用度が高い大都市にある駅を多く含む。
例としては、バーリンゲン（ヴュルテンベルク）駅、バウツェン駅、モンタバウアー駅やコーブルク駅がある。

### カテゴリ5
カテゴリ5には約1,070の駅が属している。これらの駅はより小さな町にあるか、大都市の郊外地域にある。これらの駅には通常、普通列車のみが停車する。
例としては、シグマリンゲン駅、ケルン＝ホールヴァイデ駅やブレマーハーフェン・レーエ駅がある。

### カテゴリ6

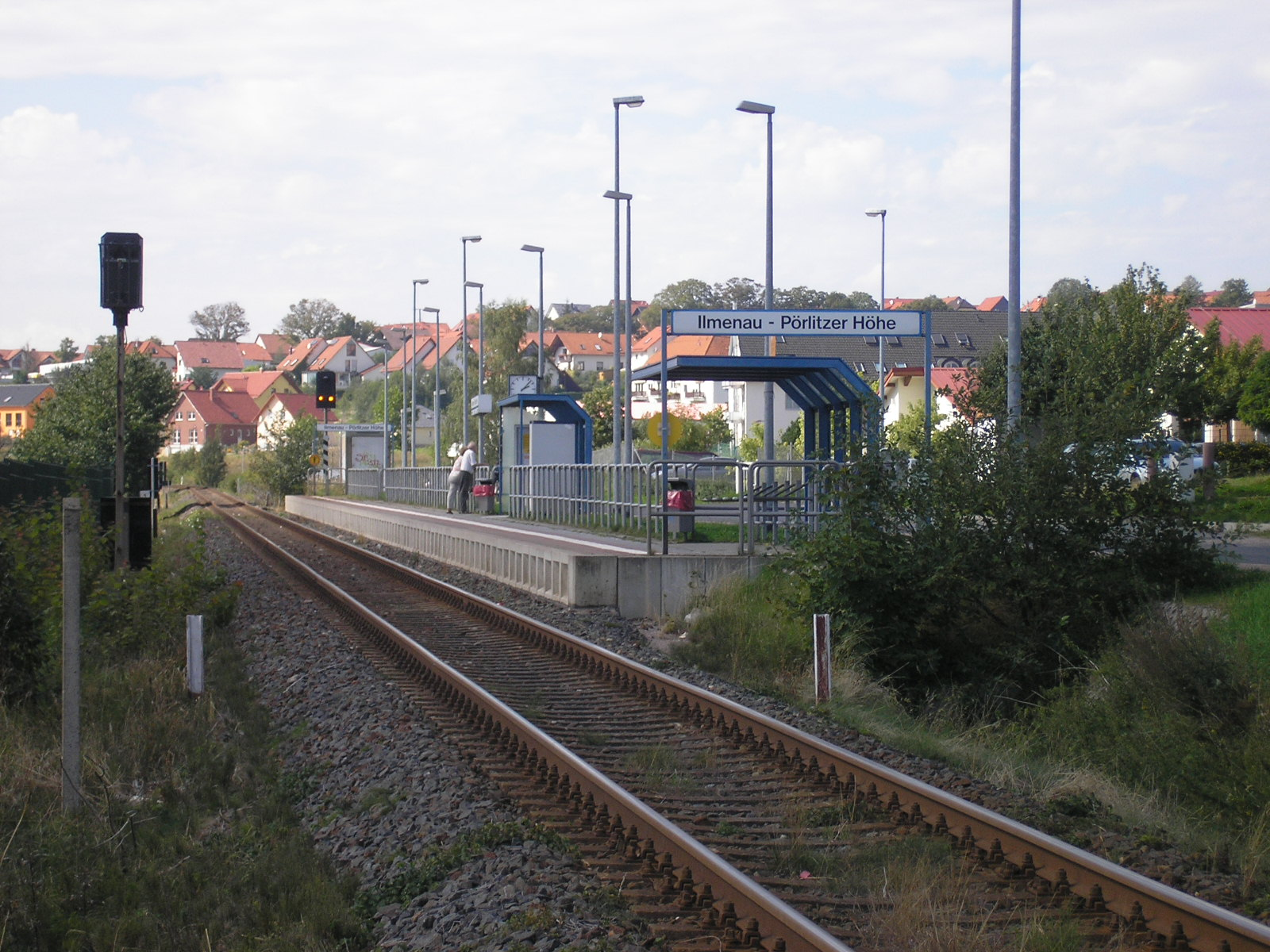
カテゴリ6の駅

カテゴリ6には約2,500の駅が属している。このカテゴリの駅には少ない旅客しかおらず、駅には最低限の設備しかない。バス停留所に類似する。
例としては、バート・ヴィンプフェン駅、ロックスシュテット駅やハーゲン＝フォアハレ駅がある。

### カテゴリ7
このカテゴリで最低となるカテゴリ7には、地方にある約870の駅が属している。普通列車のみが停車し、2つ以上のプラットホームを持つことはまずない。例としては、デュースブルク＝エンテンファング駅やボイローン駅がある。